# Rex Sellers
Rex Sellers (Nelson, 11 de novembro de 1950) é um velejador neozelandês, campeão olímpico.

## Carreira
Sellers consagrou-se campeão olímpico ao vencer a série de regatas da classe Tornado nos Jogos Olímpicos de Verão de 1984 em Los Angeles ao lado de Chris Timms. Com a mesma dupla na mesma categoria, conquistou a medalha de prata na edição de 1988 em Seul.